# Église Notre-Dame d'Audignon
Pour les articles homonymes, voir Église Notre-Dame.
L'église Notre-Dame d'Audignon dans les Landes est un édifice religieux classé monument historique le 12 mai 1975.
Son retable polychrome de style gothique anglais du XVe siècle, découvert en 1962, a été classé monument historique en 1963.

## Présentation
Fondée fin XIe - début XIIe siècle, cette petite église paroissiale, aussi nommée Sainte-Marie d’Audignon, se situe dans la vallée du Laudon, sur la voie limousine du chemin de Compostelle. Dans son premier état, l’église, de dimensions assez modestes, présentait un parti général très simple, comportant un chevet voûté ouvrant sur une nef charpentée.
Les destructions entraînées par les guerres, des adjonctions et deux agrandissements n'ont pratiquement laissé subsister de cet édifice que le chevet, qui se détache aujourd'hui en avant de deux collatéraux.
Seule l'abside, en moyen appareil régulier, épaulée par deux colonnes et couronnée d'une corniche à boules portée par des chapiteaux et des modillons sculptés, est encore entièrement romane. La nef a été allongée et flanquée de bas-côtés aux XVe – XVIe siècle. Un clocher-porche fortifié achève l'ensemble.
À l'intérieur, outre un décor sculpté roman avec chapiteaux historiés, plusieurs retables ornent l'église.
Sa chaire est l'un des rares exemples de chaires en pierre conservées dans les Landes, avec celles de Saint-Aubin, de Brocas à Montaut ou de Saint-Jean d'Aulès à Doazit.

### Retable en pierre duXVesiècle
Ce retable du chœur est daté du début du XVe siècle. Découvert fortuitement en 1962, il a été classé monument historique à titre d'objet en 1963.
Ce bel exemple de style gothique anglais  se trouvait derrière un grand retable baroque doré et polychrome du XVIIIe siècle.

### Autres retables
Le retable de l'autel de saint Michel, à l'extrémité est du collatéral nord, date du XVIIIe siècle. Il mesure 5 m de hauteur pour 3,15 m de largeur. Sa contretable porte un tableau de Jean-Baptiste Smets daté 1777 ; le retable est peut-être contemporain de ce tableau.
Le retable de l'autel de sainte Catherine, à l'extrémité est du collatéral sud, a été exécuté par Raymond Lagarde "cadet", menuisier de Saint-Séverin, en 1848-49. Il est inspiré du retable de l'autel Saint-Michel.

## Galerie

Le chevet
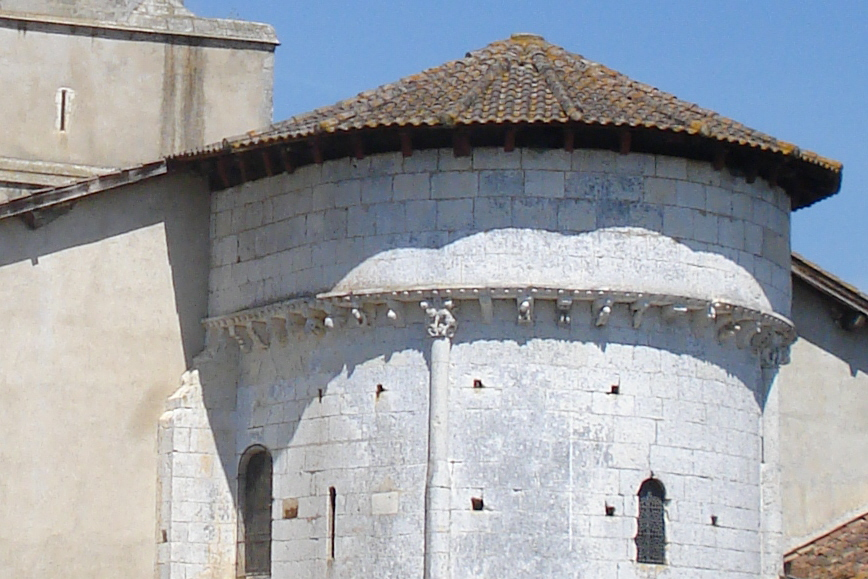
Chevet de l'église.
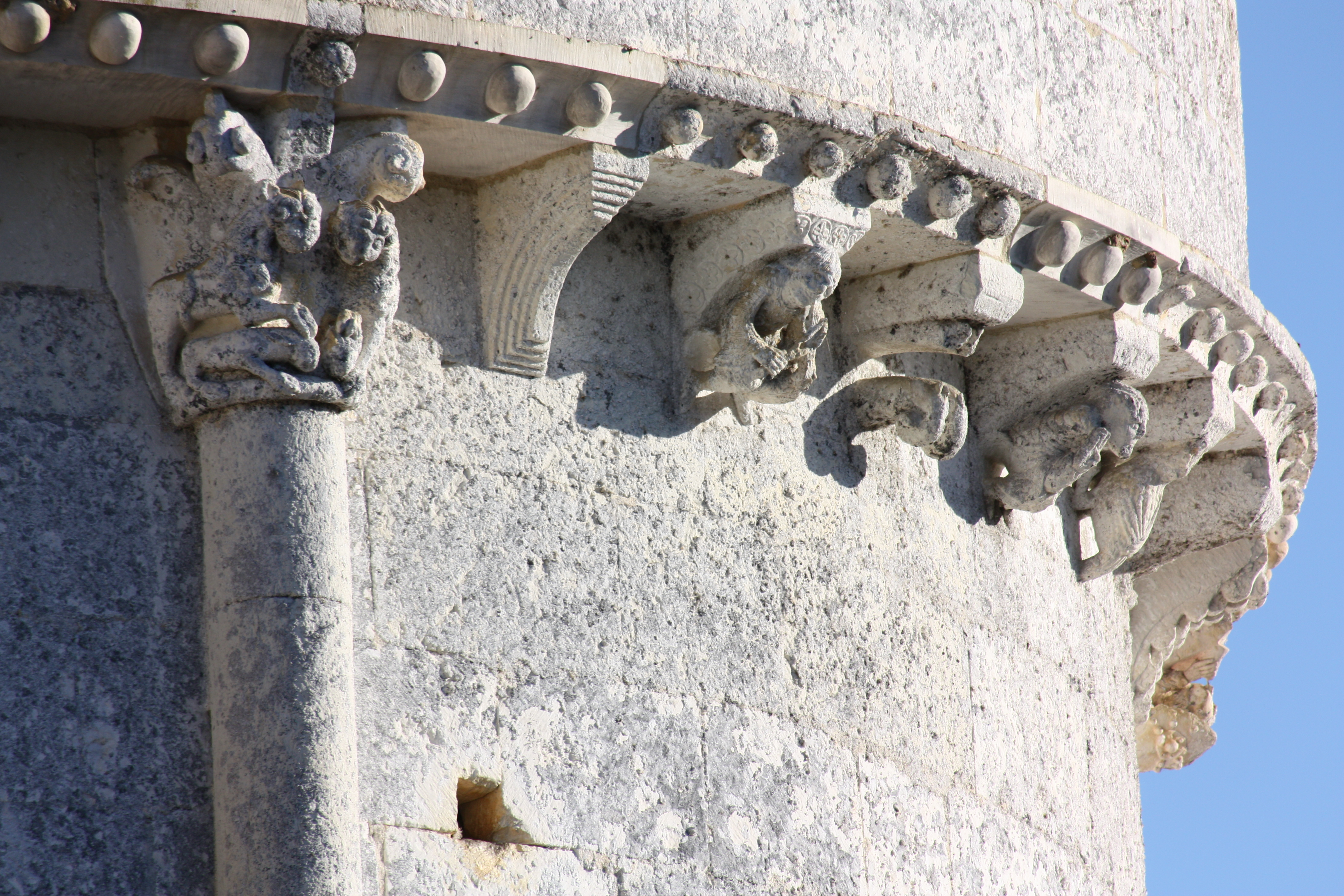
Chapiteau, modillons et corbeaux[n 2] du chevet.
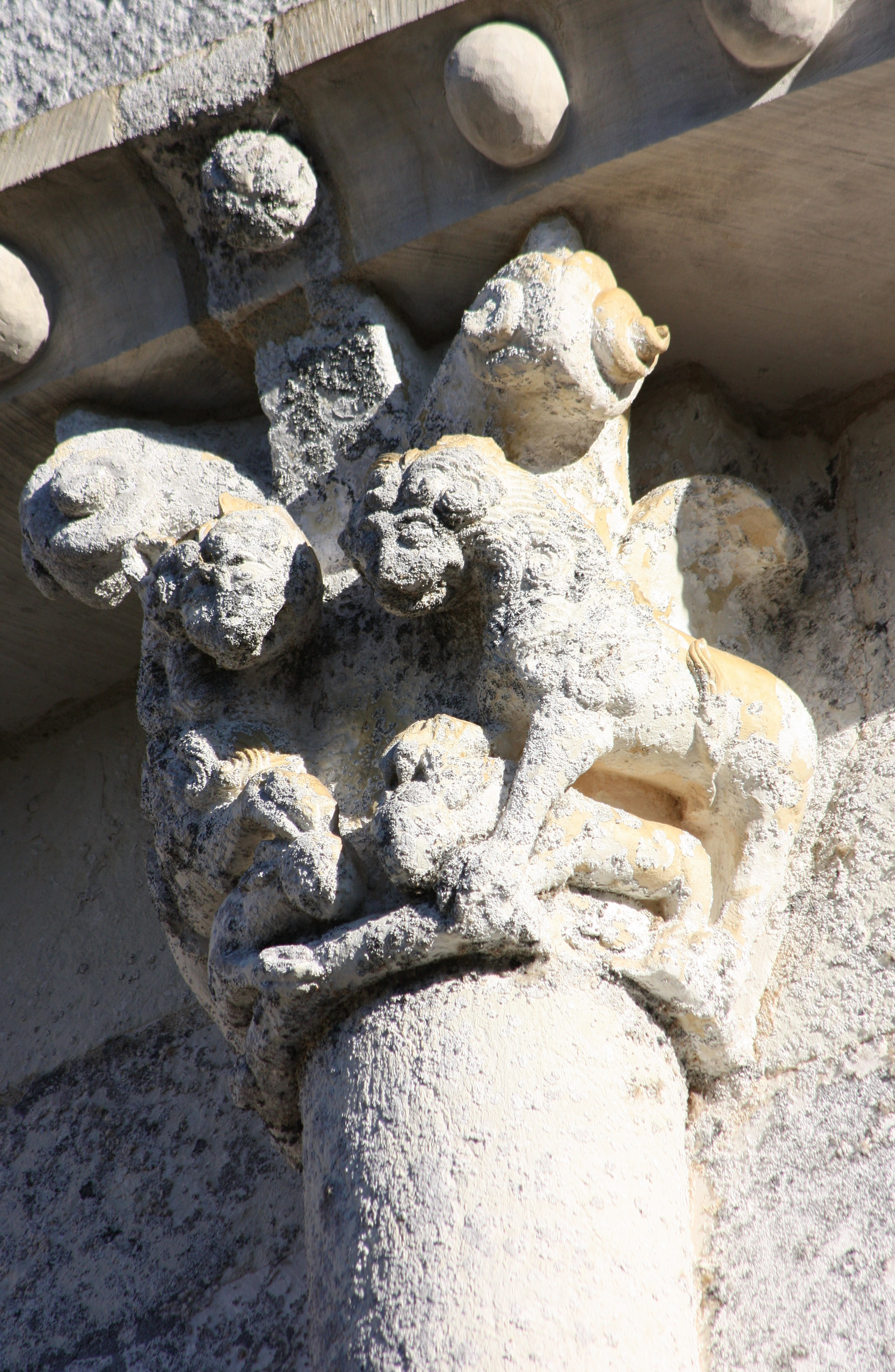
Chapiteau du chevet, détail.
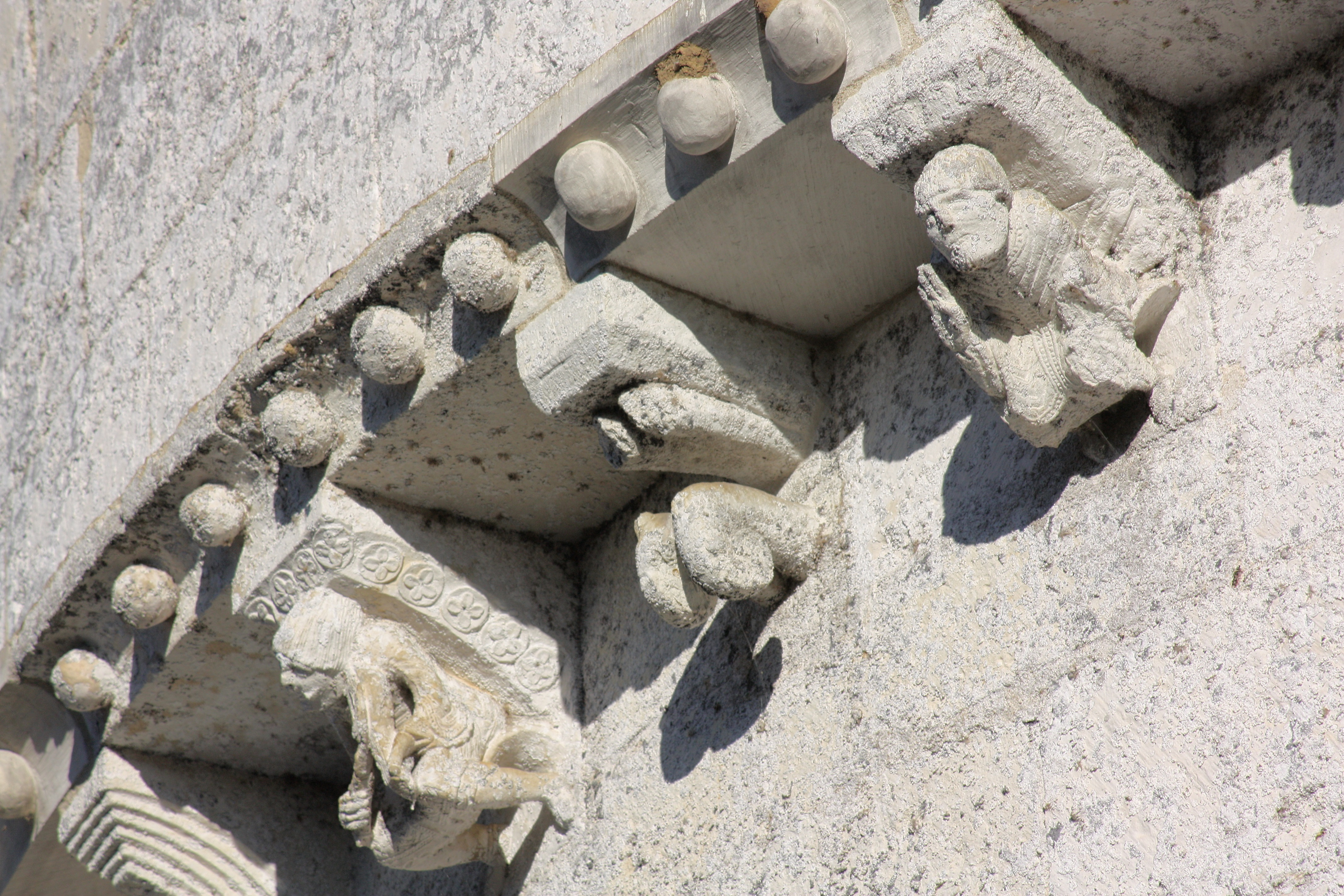
Modillons extérieurs, détail.
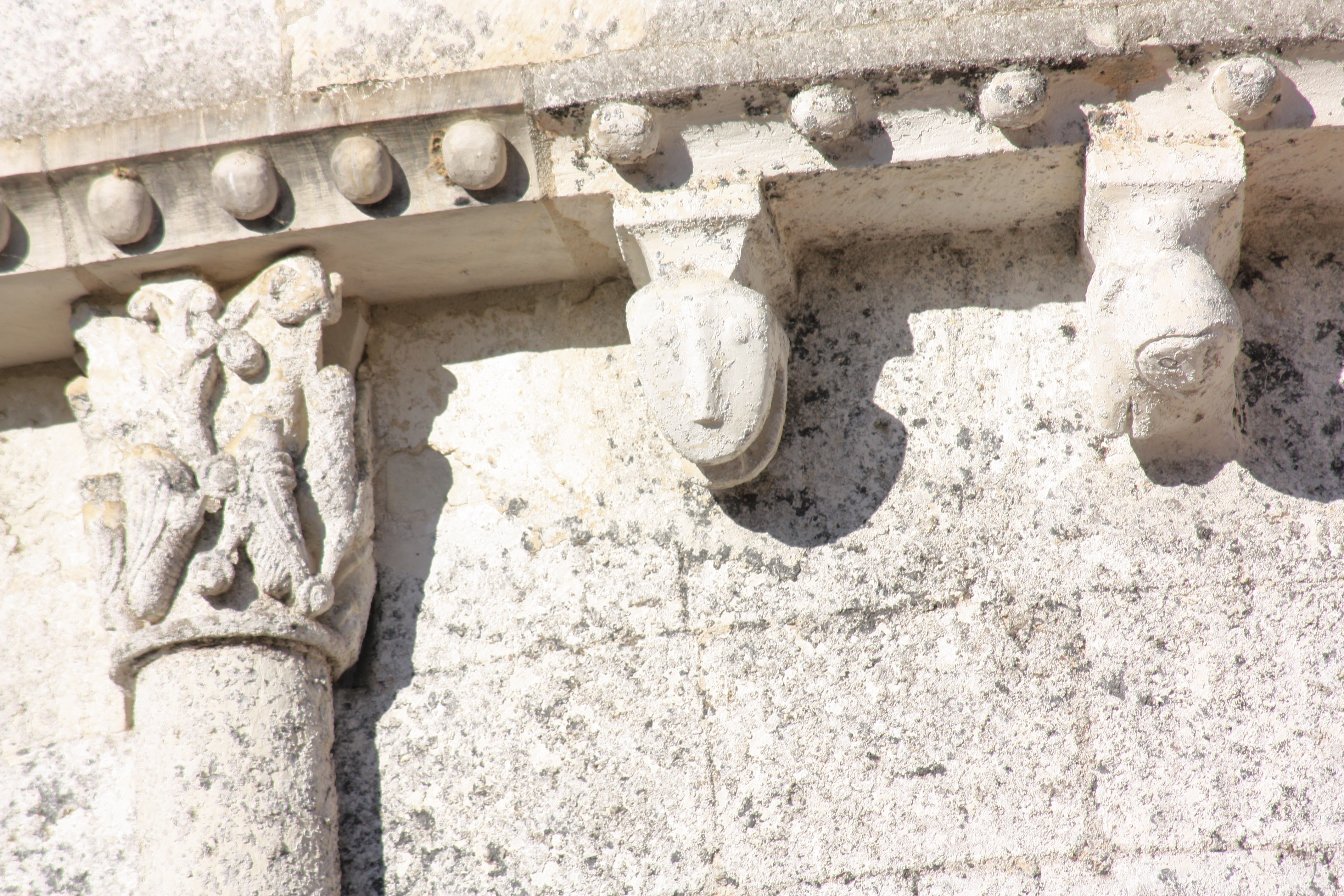
Chapiteau et modillons, détail.

Le portail
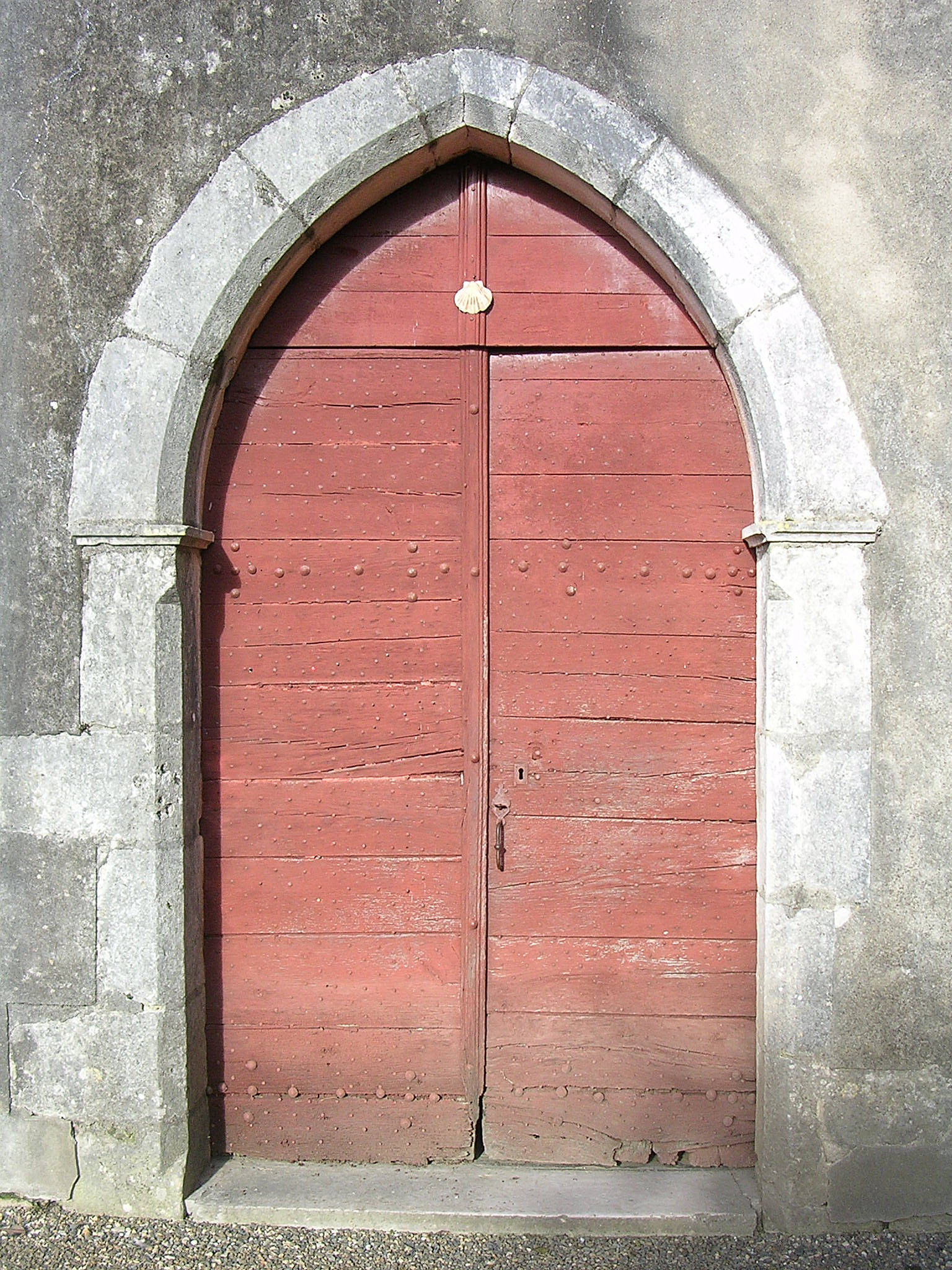
Une porte pour les pèlerins…
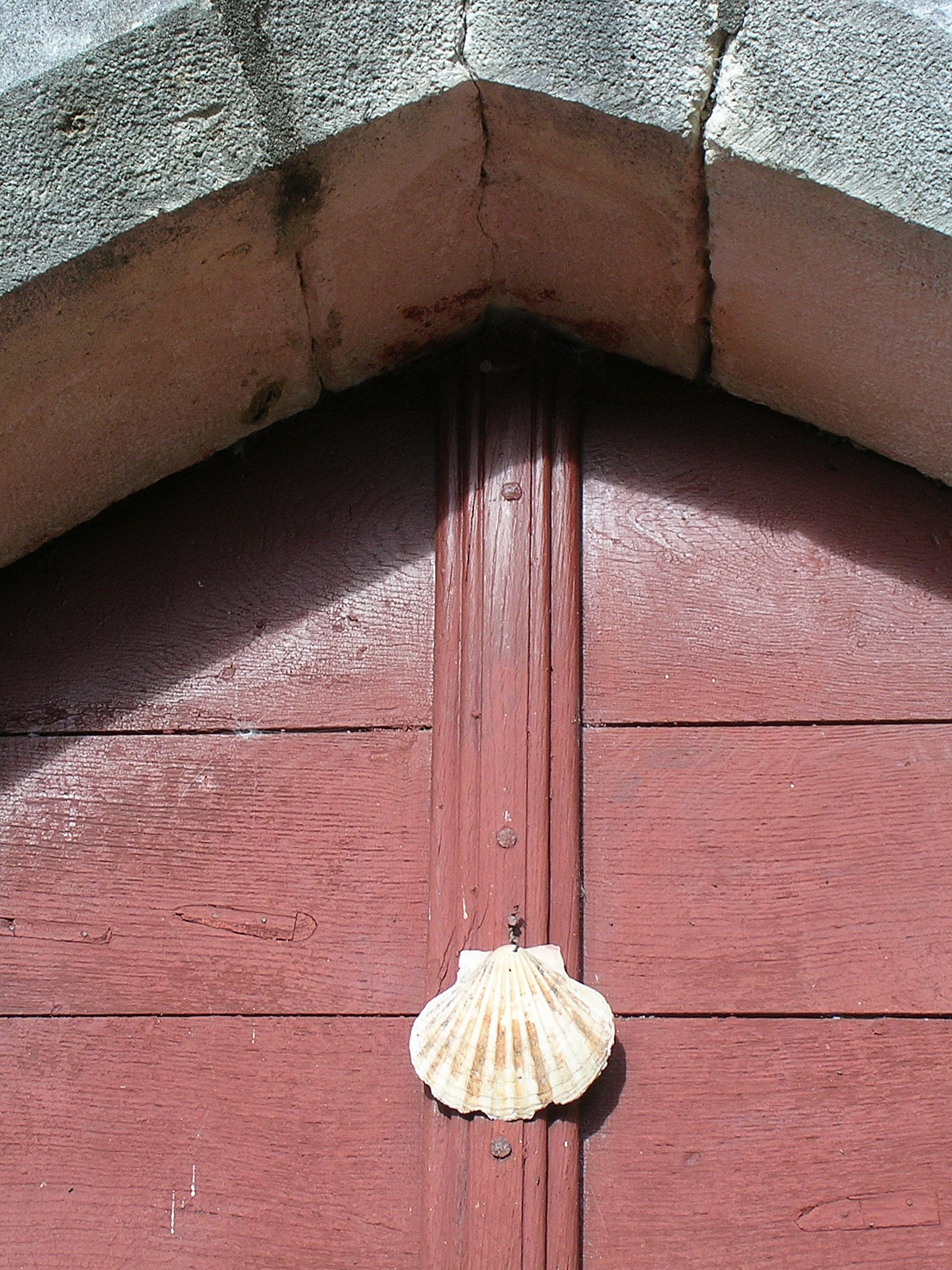
Coquille Saint Jacques.